# Wolfgang Felix
Wolfgang Felix (* 30. September 1923 in Heidelberg; † 25. Oktober 2010) war ein deutscher Pharmakologe.

## Werdegang
Felix kam als Sohn des Biochemikers Kurt Felix und der Emmy Felix, geborene Vogtherr, zur Welt. Er promovierte 1950, 1957 folgte die Habilitation. 1964 wurde er zum außerplanmäßigen Professor ernannt. Von 1972 war er Professor und Abteilungsleiter am Pharmakologischen Institut der Universität München.
Schwerpunkt seiner wissenschaftlichen Arbeit war die Pharmakologie des Blutkreislaufs und die Toxikologie.